# Belaja Cholunica
Belaja Cholunica (rusky Бе́лая Холуни́ца) je město v Kirovské oblasti v Ruské federaci. Při sčítání lidu v roce 2010 měla přes jedenáct tisíc obyvatel.

## Poloha
Belaja Cholunica leží na stejnojmenné řece, levém přítoku Vjatky v povodí Kamy. Od Kirova, správního střediska oblasti, je vzdálena 75 kilometrů severovýchodně.

## Dějiny
Sídlo vzniklo v roce 1764 se stavbou železáren, původně s názvem Cholunickij (Холуницкий). později Belocholunickij (Белохолуницкий). Městem je se současným názvem od roku 1965.